# Mulgrew Nunatak
Mulgrew Nunatak är en nunatak i Antarktis. Den ligger i Östantarktis. Australien gör anspråk på området. Toppen på Mulgrew Nunatak är 1 710 meter över havet.
Terrängen runt Mulgrew Nunatak är kuperad åt nordväst, men åt sydost är den platt. Trakten är obefolkad. Det finns inga samhällen i närheten.